# Marina Akobiya
Marina Akobiya (Volgogrado, 12 de janeiro de 1975) é uma jogadora de polo aquático russa, medalhista olímpica.

## Carreira
Marina Akobiya fez parte do elenco medalha de bronze em Sydney 2000